# Saw VI
Saw VI är en amerikansk skräckfilm från 2009, regisserad av Kevin Greutert.

## Handling
Jigsaw Killer är död och kriminalaren Hoffman fortsätter med Jigsaws ondskefulla och dödliga tortyrlekar. Ett nytt spel har börjat och denna gång fokuserar handlingen på sjukförsäkringstjänstemannen William Easton. Han måste gå igenom flera rum och försöka rädda sin personal men samtidigt bestämma vilka som får leva, eftersom alla inte kan räddas så måste några dö. Denna prövning är en referens till Williams jobb om att "bestämma vilka som får leva och vilka som får dö".

## Om filmen
Kevin Greutert var tidigare redigerare för de föregående Saw-filmerna men blev nu regissören till den sjätte filmen samt dess uppföljare. David Armstrong användes som fotograf för sista gången.
Saw VI tjänade in 68,2 miljoner dollar och blev seriens minst inkomstbringande film.

## Rollista
| Tobin Bell        | – John "Jigsaw" Kramer |
| Costas Mandylor   | – Mark Hoffman         |
| Betsy Russell     | – Jill Tuck            |
| Mark Rolston      | – Dan Erickson         |
| Peter Outerbridge | – William Easton       |
| Shawnee Smith     | – Amanda Young         |
| Shauna MacDonald  | – Tara                 |
| Devon Bostick     | – Brent                |
| Janelle Hutchison | – Addy                 |
| Shawn Ahmed       | – Allen                |
| Gerry Mendicino   | – Hank                 |
| George Newbern    | – Harold Abbott        |
| Tanedra Howard    | – Simone               |
| Marty Moreau      | – Eddie                |
| Samantha Lemole   | – Pamela Jenkins       |
| Caroline Cave     | – Debbie               |